# Marguerite Harrison
Marguerite Elton Baker Harrison (ur. 1879 w Baltimore - zm. 16 lipca 1967) - reporter, szpieg, filmowiec i tłumacz. Należała do grona czterech założycielek Society of Woman Geographers.
W latach 1917–1923 szpiegowała dla USA w rewolucyjnych Niemczech i Rosji Sowieckiej oraz w Japonii. W latach 1919–1923 z przerwami więziona na Łubiance. Dwukrotnie uwolniona w związku z amerykańską pomocą żywnościową dla ZSRR.
W 1925 wzięła udział w produkcji klasycznego filmu etnograficznego Grass o migracjach Bachtiarów, wspólnie z Merianem C. Cooperem. Autorka kilku książek.
We Francji wyprodukowano godzinny film dokumentarny o Marguerite Harrison, z serii o kobietach poszukiwaczkach przygód. W 1996 obroniono pracę doktorską o życiu Marguerite Harrison.